# Wim van der Wal
Wim van der Wal is een voetbaltrainer die van 2017 tot 2019 onder contract stond bij PEC Zwolle Vrouwen. Hiermee nam hij het stokje over van Joran Pot, die weer aan de slag ging als assistent na een half seizoen interim-trainer te zijn geweest. Voorheen is hij in dienst geweest bij de KNVB en werkzaam geweest als jeugdtrainer bij SC Cambuur en sc Heerenveen. In de zomer van 2019 zwaaide hij af als hoofdtrainer van het team, zijn taken worden overgenomen door zijn voormalige assistent Joran Pot.